# James M. Buchanan
James McGill Buchanan Jr., född 3 oktober 1919 i Murfreesboro, Tennessee, död 9 januari 2013 i Blacksburg, Virginia, var en amerikansk nationalekonom som belönades med Sveriges Riksbanks pris i ekonomisk vetenskap till Alfred Nobels minne 1986 för sina bidrag till public choice-teorin.
Han tog sin Ph.D. från University of Chicago 1948, där han tog influenser från Frank H. Knight, men också från Knut Wicksell. Han har varit verksam vid University of Virginia, UCLA, Florida State University, University of Tennessee och Virginia Polytechnic Institute. 1983 flyttade han till George Mason University.

## Biografi
Buchanan föddes i Murfreesboro, Tennessee, som det äldsta barnet till James och Lila (född Scott) Buchanan. Han var sonson till John P. Buchanan, som var guvernör i Tennessee på 1890-talet.  Han tog sin grundexamen vid Middle Tennessee State Teachers College, som numera heter Middle Tennessee State University, 1940. Han tog en magisterexamen vid University of Tennessee 1941. Under kriget arbetade han på amiral Nimitz stab i Honolulu, och det var där han träffade och gifte sig med sin fru Anne. Anne, som var av norsk härkomst, arbetade som sjuksköterska vid militärbasen på Hawaii. 
Buchanan tog sin doktorsexamen, Ph.D., vid University of Chicago 1948 med en avhandling med titeln Fiscal Equity in a Federal State. Han var mycket influerad av Frank H. Knight. Det var också i Chicago som han för första gången läste Knut Wicksell. Sedan dess hade han alltid fotografier av Knight och Wicksell på sitt kontorsrum.
År 2001 fick Buchanan ett hedersdoktorat från Universidad Francisco Marroquín  för sina bidrag till ekonomiska teorier.